# Joris Luyendijk
Joris Luyendijk (Amsterdam, 30 de desembre del 1971) és un periodista i antropòleg neerlandès, especialitzat en el món àrab i musulmà. És conegut com a corresponsal a diversos llocs de l'Orient Mitjà. Va escriure alguns llibres durant aquest període.
El 2011 va mudar-se amb la seva família a Londres, on va tenir un blog a The Guardian. Va escriure des d'una perspectiva antropològica sobre el món financer de la City. El 2015 va publicar el llibre Dit kan niet waar zijn, que va ser el llibre més venut (306.866 exemplars) d'aquell any als Països Baixos.

## Llibres
- 1998: Een goede man slaat soms zijn vrouw
- 2001: Een tipje van de sluier: islam voor beginners
- 2006: Het zijn net mensen: beelden uit het Midden-Oosten
- 2008: Het maakbare nieuws: antwoord op Joris Luyendijk: buitenlandcorrespondenten over hun werk (col·laborador)
- 2010: Je hebt het niet van mij, maar...: een maand aan het Binnenhof
- 2015: Dit kan niet waar zijn: onder bankiers